# Cnipodectes
A Cnipodectes a madarak (Aves) osztályának verébalakúak (Passeriformes) rendjébe, ezen belül a királygébicsfélék (Tyrannidae) családjába tartozó nem.

## Rendszerezés
A nembe az alábbi 2 faj tartozik:
- Cnipodectes subbrunneus
- Cnipodectes superrufus